# Филер, Залмен Ефимович
Залмен Ефимович Филер (укр. Залмен Юхимович Філєр, род. 11 ноября 1933, Киев - 15 августа 2024 — советский и украинский математик, заведующий кафедрой высшей математики Донецкого политехнического института (1966—1976), доктор технических наук (1987), профессор кафедры прикладной математики, статистики и экономики Центральноукраинского государственного педагогического университета им. В. Винниченка (с 1989).

## Биография
Родился 11 ноября 1933 года в Киеве. Отец — Ефим Иосифович, работал редактором газеты политотдела МТС в Сталиндорфе. Мать — Нехама Зельмановна, работала библиотекатерем Центральной еврейской библиотеки в г. Киеве. До 1937 года семья жила в Сталиндорфе. После известия о внесении Ефима Иосифовича в список сталинских репрессий они были вынуждены переехать в посёлок им. Дзержинского (Московская область), где жили до октября 1941 года. Затем семья эвакуировалась в Новосибирск (до ноября 1944). После освобождения Донбасса отца направили на восстановление шахт в Макеевку.
Окончил 10 классов вечерней школы, заочно — физико-математический факультет Харьковского университета. Работал на заводе и шахте слесарем (1947—1953), учителем математики, черчения, физики, труда, завучем (1953—1960) в школах Донецкой области.
С 1960 года — ассистент кафедры математики, в 1966—1976 — заведующий кафедрой высшей математики Донецкого политехнического института.
С октября 1989 года работает в Кировоградском педагогическом институте. С 19 декабря 2016 года — заведующий кафедрой информатики.
В 1992 года был участником учредительного съезда Украинской академии оригинальных идей, в 1993 избран её академиком; организовал Кировоградское отделение академии и возглавляет в нём секцию математики и физики.

## Научная деятельность
В 1966 году защитил кандидатскую (руководитель — акад. Ю. А. Митропольский), в 1987 — докторскую диссертацию.
Весной 1979 года ознакомился с работами А. Л. Чижевского и продолжил поиски солнечно-земных связей. Публикации в этой области с 1989 г.

### Основные направления исследований
- Асимптотические методы исследования дифференциальных уравнений, которые описывают колебания вибрационных систем с двигателем ограниченной мощности (1960—1965): защитил кандидатскую диссертацию.
- Динамика вибрационных устройств с электродвигателями (1965—1986): защитил диссертацию; получил 9 авторских свидетельств на изобретения, опубликовал 6 монографий и более 160 статей и пособий; подготовил двух кандидатов наук (В. Н. Беловодский, Л. Г. Хухлович);
- Аналитические и численные методы решения уравнений и неравенств и установления устойчивости систем линейных дифференциальных уравнений: опубликованы работы по О. П. Дроздом, А. Н. Батенко, А. М. Дреевым и А. И. Музиченком.
- Вопросы методики преподавания математики и истории науки (1986—2009): опубликовал около 200 статей и пособий; подготовил одного кандидата наук (М. В. Головко) и 10 магистров по математике; проведено 2 конференции (1999, 2007); проведены спецкурсы для студентов физико-математического факультета;
- Обобщение основных теорем матанализа (Ролля, Лагранжа, Коши, формулы Тейлора) и их применение к аналитическим и численным методам решения уравнений. Новые доказательства классических неравентств (1989—2009).
- Способы анализа почти периодических процессов с целью их прогнозирования: создан метод последовательного выделения гармоник и программной реализации в «Extrapol» совместно с А. М. Дреевым; осуществлено прогнозирование погоды и урожаев.
- Прогнозирование солнечной активности и ее последствий (1979—2009): проведены спецкурсы для студентов физико-математического и исторического факультет; подготовлен аспирант (П. Г. Брайко); опубликовал многочисленные работы, в том числе брошюры прогнозов (1996, 2001—2009) в соавторстве с А. М. Дреевым; инициировал проведение научной конференции в Киеве (1995).
- Комплексные решения неравенств (1999—2009) в классическом и расширенном смысле. Попытки перенести этот подход на кватернионы. Поиск физических явлений, для которых этот подход был бы органичным. Обобщение понятия решения неравенства как поиска прообраза по данному образу[1].

Автор более 700 научных и печатных работ.

### Избранные труды
- Филер З. Е. Численные методы теории колебаний. — Донецк: ДПИ, 1976. — 85 с.
- Филер З. Е. Интегральные уравнения теории колебаний. — Донецк: ДПИ, 1976. — 102 с.
- Филер З. Е., Хухлович Л. Г. Взаимодействие колебательной системы с электродвигателем вращения. — Донецк: ДПИ, 1980. — 85 с.
- Филер З. Ю., Дреев А. Н. Влияние солнечной активности на погоду, урожайность, демографические и социально-экономические процессы в 2008—2009 годах. — Кировоград: Дорада, 2008. — 115 с.
- Филер З. Ю., Дреев А. Н. Состояние солнечной активности, ее последствий и их прогноз. — Кировоград: Полиграф-сервис, 2009. — 28 с.
- Филер З. Е., Музыченко А. И. Компьютерная реализация критериев устойчивости линейных систем дифференциальных уравнений // Труды ИПММ НАН Украины. Т.18. — Донецк: ИПММ, 2009. — С. 189—199.
- Филер С. Биржевые паники, кризисы и Солнце // Энергосбережение, энергетика, энергоаудит. — 2009. — № 2 (60). — С. 49—54.
- Патенты, авторские свидетельства[3][4][5][6][7].

## Награды
- Медаль «За доблестный труд. В ознаменование 100-летия со дня рождения Владимира Ильича Ленина» (1970)
- нагрудный значок «Отличник социалистического соревнования Минтяжмаша» (1971) — за многолетнюю и плодотворную работу по подготовке высококвалифицированных специалистов предприятий и организаций Минтяжмаша
- Медаль «Ветеран труда» (1986)
- Нагрудный знак МОН Украины «Отличник образования» (октябрь 2002)
- Заслуженный работник образования Украины (16.5.2007)
- Медаль «150 лет со дня рождения В. И. Вернадского» (октябрь 2013)[1].